# Clearface

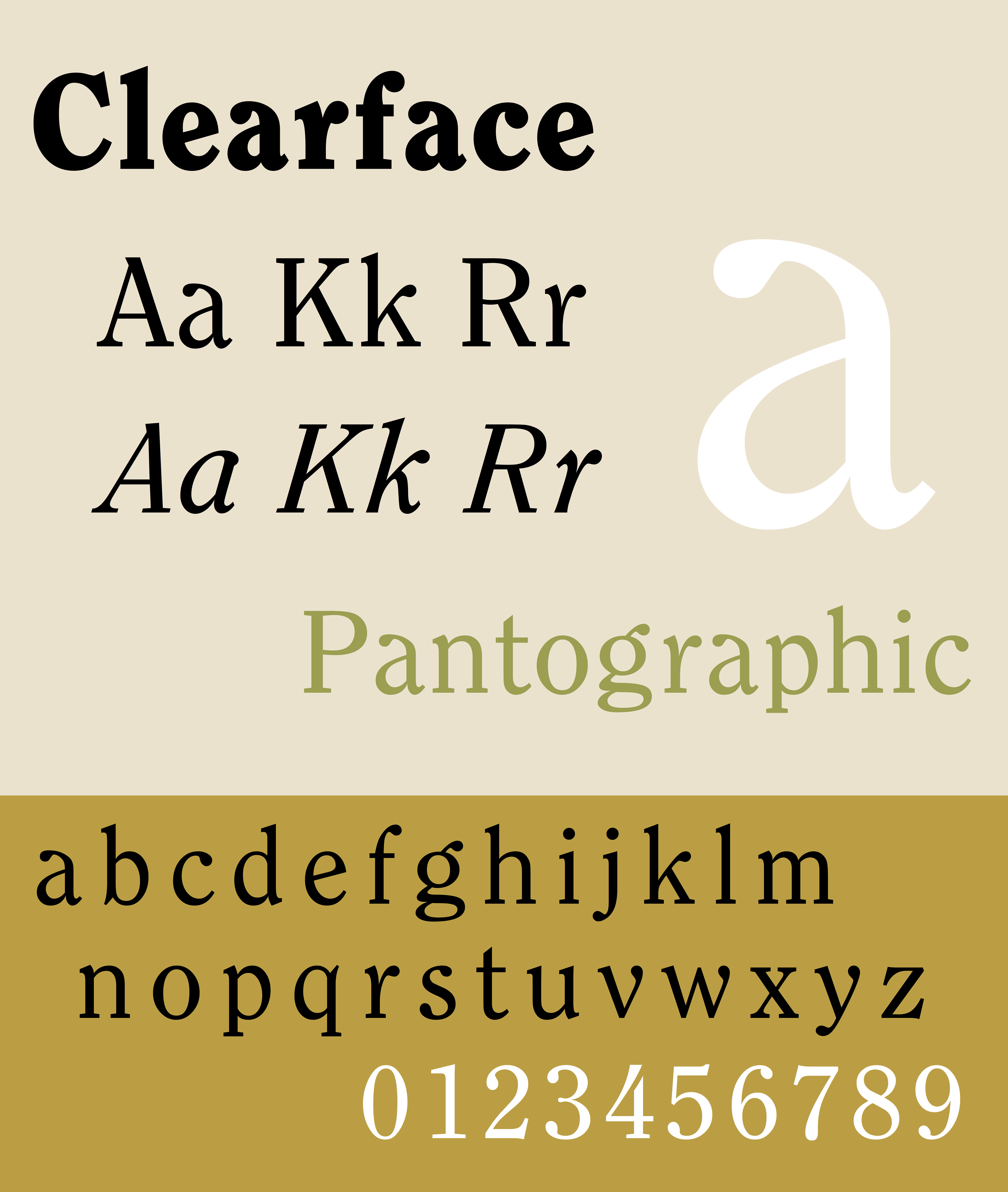
Schriftmuster der Clearface

Die Clearface ist eine Serifen-Schriftart, welche zu Anfang des 20. Jahrhunderts auf den Markt kam. Entworfen wurde sie 1907 für die American Type Founders (ATF); die Gestaltung übernahm Morris Fuller Benton in Zusammenarbeit mit seinem Vater Linn Boyd Benton. Vermarktet als Serifenschrift ohne historischen Ballast, wurde sie an alle großen Setzmaschinen-Hersteller lizenziert. Ungeachtet – oder gerade wegen – ihres in den Folgejahrzehnten als stark historisierend gewerteten Erscheinungsbild erfolgte 1979 ein Relaunch durch die New Yorker ITC.

## Geschichte

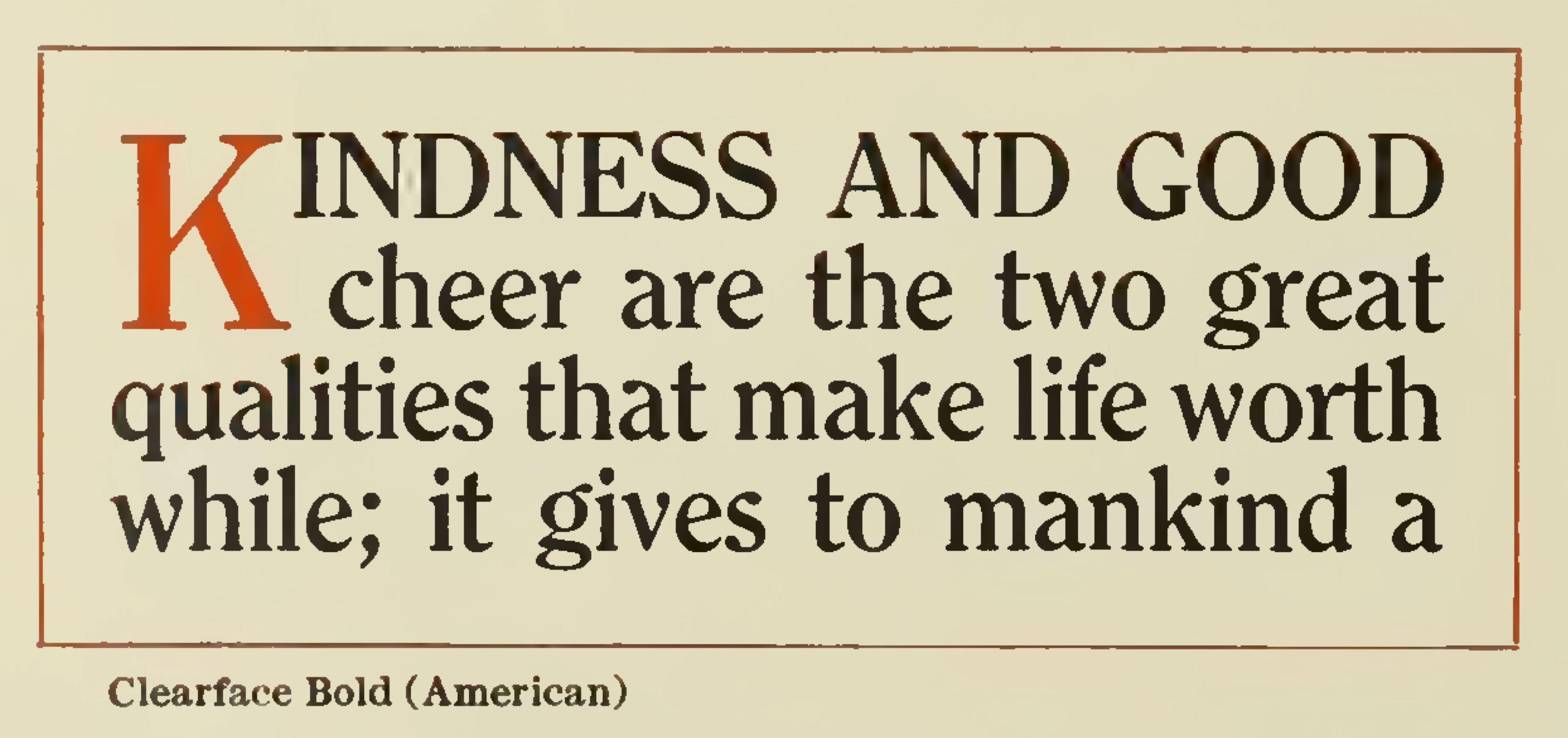
Anzeige-Schriftmuster in der Clearface Bold (1910)

Zusammen mit einigen anderen Schriften war die Clearface das Ergebnis einer marktpolitischen Richtungsentscheidung. Als Hersteller althergebrachter, für den Handsatz bestimmter Bleisatz-Lettern stand die ATF vor der Herausforderung, mit den neuen Maschinensatz-Produzenten wie Linotype, Monotype und Ludlow zu konkurrieren. Die anvisierte Problemlösung bestand darin, verstärkt auf eigene Schriftdesigns zu setzen und in dem Zug die – von den Maschinensatz-Herstellern wenig besetzte – Werbeschriften-Nische ins Visier zu nehmen. Ergebnis dieser Umorientierung war eine Reihe von Originalschriften – darunter auch die beiden Serifenschriften Clearface und Cheltenham.
Entstehungsgeschichtlich gesehen war die Clearface die erste. Ungewöhnlich war, dass als erstes die Bold-Variante entstand. Von dieser ausgehend entwickelten Sohn und Vater Benton die gängigen Abwandlungen – den Normalschnitt, eine extrafette, und so weiter. Kursivschnitte waren in der ATF-Variante nicht mit enthalten. Kommerziell war die Clearface in Erfolg. Der ATF gelang es, sie in Lizenz an alle großen Satzmaschinenhersteller weiterzuvermarkten. Die britische Traditionsfoundry Stephenson Blake fertigte in den 1920er Jahren eine Variante mit offenem Schriftbild, die unter den Namen Clearface Open, Clearface Handtooled und Dominus vertrieben wurde.
Als Zeitungsschrift war die Clearface eine Zeitlang relativ gefragt. Allerdings gab es auch gegenläufige Meinungen. Der britische Zeitungsdesigner Allen Hutt kritisierte sie wegen ihres edwardianischen Erscheinungsbilds, welches stark an die Schwung- und Zierformen der Arts-and-Craft-Ära erinnere. In den 1960ern und 1970ern erlebte die Clearface eine Art Revival. Als Ursache sehen einige Typografen und Grafikdesigner ihre Unperfektion und das historisierende Schriftbild – was sie einerseits von zeitgenössischen Schriften abhob, andererseits mit einer moderaten bis guten Lesbarkeit einherging. 1979 erfolgte ein Relaunch für die neu aufgekommene Fotosatz-Technik. Die von Victor Caruso gestaltete und von ITC vermarktete Variante bereinigte einige Unebenheiten der älteren Variante und stockte die neue Variante auf nunmehr acht Schnitte auf: Book, Bold, Heavy und Black mit jeweils vier Kursiven.
Im Mediengestaltungsbetrieb des 21. Jahrhunderts gilt die Clearface einerseits zwar als nicht mehr zeitgemäß. Als Klassiker aus der späten Belle Époque ist sie jedoch in so gut wie allen großen Schriftbibliotheken präsent. Die geläufigste Variante ist zwischenzeitlich die von ITC. Als dritte Variante kam 2023 ein neu gezeichneter, noch stärker ausgebauter Relaunch auf den Markt. Name der von dem neuseeländischen Typedesigner Kris Sowersby erstellten Schrift: Family. In loser Form ein serifenloses Pendant zur Clearface ist die Clearface Gothic. Erstellt wurde sie 1910 von Morris Fuller Benton, vertrieben und in Lizenz gegeben gleichfalls von der ATF. Ob die Clearface – zusammen mit der Clearface Gothic – als frühe Version einer Schriftsippe angesehen werden kann, ist strittig. Einige Typografen vertreten diese Ansicht; andere hingegen weisen darauf hin, dass der Unterschied zwischen den beiden doch zu groß ausfällt.

## Eigenheiten und Verwendung
Das Erscheinungsbild der Clearface weist vor allem zwei Eigenheiten auf – das relativ schmal laufende, ähnlich „platzsparend“ wie bei der Times ausgerichtete Satzbild und die historisierenden Formen bei der Zeichengestaltung. Auffällig hier sind vor allem die hervorstechenden, fast runden End-Tropfen bei „c“, „f“, „r“ und ähnlichen Zeichen sowie die Schrägstellung des „e“-Binnenstrichs – eine Referenz an Frühdruck-Antiquaschriften. Bei Schriftentwerfern zu Anfang des 20. Jahrhunderts genossen diese Schriften wegen ihrer natürlichen, „humanistischen“ Anmutung ein hohes Renommée und wurden auch als Abgrenzungsmodell zu der seinerzeit geltenden Satzschrift-Tradition entsprechend favorisiert. Auffällig an der originalen Clearface waren darüber hinaus einige ins Auge springende Unregelmäßigkeiten: So ragt der obere Rand des kleinen „a“ sichtbar über den anderer Kleinbuchstaben hinaus – ein Faktor, der in der ITC-Variante, ebenso wie die sehr engen Zeichenabstände, bereinigt wurde.
Als klassische Satzschrift aus der Periode vor dem Ersten Weltkrieg ist die Clearface in heutigen Schriftbibliotheks-Angeboten zwar noch präsent. Ihren Zenith hat sie allerdings – im Unterschied zu anderen ATF-Schriften wie beispielsweise der Franklin Gothic oder auch der Century – überschritten. Anwendungsbeispiele auf der Schriftenarchiv-Webseite Fonts in Use listen für die Original-Clearface schwerpunktmäßig Verwendungsbeispiele aus der Ära der 1960er bis 1980er auf – etwa ein Plakat des US-amerikanischen Energieversorgers American Gas Association aus dem Jahr 1971 sowie ein Sexualkunde-Aufklärungsbuch von 1970. Für die ITC Clearface führte die Seite zwar deutlich mehr Anwendungsbeispiele auf (26 gegen 6). In den meisten Beispielen kam die ITC Clearface allerdings nicht als Hauptschrift zum Zug, sondern lediglich in flankierender Form.